# Dysdera lagrecai
Dysdera lagrecai là một loài nhện trong họ Dysderidae.
Loài này thuộc chi Dysdera. Dysdera lagrecai được miêu tả năm 1964 bởi Alicata.